# راسيل سميث (لاعب كرة قدم أمريكية أمريكي)
راسيل سميث (بالإنجليزية: Russ Smith)‏ هو لاعب كرة قدم أمريكية أمريكي، ولد في 4 أغسطس 1944 في برونكسفيل في الولايات المتحدة، وتوفي في 1 أبريل 2001.

## وصلات خارجية
- راسيل سميث على موقع مرجع كرة القدم المحترفة.كوم (الإنجليزية)